# Joaquim Pinós i Pi
Joaquim Pinós i Pi (Barcelona, 31 de maig de 1847 - Barcelona, 30 de juliol de 1904) va ser un actor català del segle xix. Va formar part de l'elenc del Teatre Català, instal·lat al Teatre Romea.

## Biografia
Joaquim Ramon Lluís Pinós i Pi va néixer al carrer Bot de Barcelona, fill de Pau Pinós i Galvany i de Joaquima Pi i Puig, ambdós naturals de Barcelona.
Se'l considera un dels actors fundadors del teatre català, en companyia de Lleó Fontova, Iscle Soler, Ermengol Goula i altres, interpretant obres en català d'autors com ara Frederic Soler, Josep Feliu i Codina i Eduard Aulés.
En últims anys de la seva vida va patir una paràlisi en el seu cos de tipus general que el va impossibilitar continuar l'activitat teatral. Segons la inscripció de defunció, va morir a causa d'una atàxia locomotriu. Estava casat amb Pilar Solà.
Es van celebrar diverses representacions teatrals a benefici de la viuda i fills de l'actor, com ara el del 2 de juny de 1905 al Teatre Romea de Barcelona, amb dues obres: Las francesillas, de Frederic Soler, i En Pau de les calces curtes de Ramon Franqueza.

## Trajectòria professional
- 1868, 22 novembre. La pietat del cel de Joan J. Clot. Estrenada al Teatre de l'Odèon de Barcelona.
- 1869, 19 març. Les heures del mas de Frederic Soler. Estrenada al Teatre de l'Odeòn de Barcelona.
- 1869, 12 novembre. Els càntirs de Vilafranca de Frederic Soler. Estrenada al Teatre Romea.
- 1870, 17 de març. El collaret de perles de Frederic Soler. Estrenada al teatre Romea de Barcelona (en el paper de Joan).
- 1871, 28 setembre. L'apotecari d'Olot de Frederic soler. Estrenada al Teatre Romea.
- 1871, 17 octubre. Cafè i copa de Frederic Soler. Estrenada al Teatre Romea.
- 1873, 15 d'abril. La creu de la masia de Frederic Soler, estrenada al teatre Romea de Barcelona (en el paper de Peret).
- 1876, 19 octubre. Els segadors, original de Frederic Soler, estrenat al teatre Romea de Barcelona.
- 1876, 7 desembre. Cura de moro de Frederic Soler. Estrenada al Teatre Romea.
- 1877, 22 de febrer. Senyora i majora de Frederic Soler. Estrenada al teatre Romea de Barcelona. (en el paper de Gil).
- 1878, 7 març. La mà freda de Francesc d'Assís Ubach i Vinyeta. Estrenada al Teatre Romea (en el paper de Fèlix).
- 1879, 1 abril. Cofis i Mofis, original de Josep Feliu i Codina, estrenada al Teatre Romea (en el paper d'Albert).
- 1879, 28 octubre. De mort a vida, original de Joaquim Riera i Bertran, estrenada al teatre Romea de Barcelona (en el paper de Felip).
- 1879, 8 desembre. La mà de l'anglès de Frederic Soler, Josep Feliu i Codina i Joan Molas i Casas. Estrenada al teatre Romea.
- 1880, 15 de gener. Ral per duro, original de Joan Molas i Casas. Estrenada al teatre Romea de Barcelona. (en el paper de Senyor Ramon).
- 1880, 12 febrer. Joan Blancas de Francesc d'Assís Ubach i Vinyeta. Estrenada al teatre Romea.
- 1880, 10 octubre. La volva d'or de Josep Feliu i Codina. Estrenada al teatre Romea de Barcelona (en el paper de Besora).
- 1884, 16 octubre. El trinc de l'or de Frederic Soler. Estrenada al teatre Romea.
- 1885, 29 gener. Sota terra de Frederic Soler, estrenada al teatre Romea de Barcelona (en el paper de Coronel, 40 anys).
- 1886, 15 abril. El pubill, original de Frederic Soler, estrenat al teatre Romea (en el paper de Pelat).
- 1886, 13 març. La justícia de l'abat de Josep Martí Folguera. Estrenada al teatre Romea.
- 1887, 25 gener. Batalla de reines de Frederic Soler. Estrenada al teatre Romea de Barcelona. (en el paper Cabestany).
- 1887, 8 de març. La vivor de l'estornell, original de Frederic Soler, estrenada al teatre Romea de Barcelona (en el paper d'Emmanllevat).
- 1889, 10 gener. El Sant Crist gros d'Eduard Aulés. Estrenada al teatre Romea.
- 1889, 28 de novembre. El monjo negre de Frederic Soler. Estrenada al Teatre Romea de Barcelona (en el paper de El Llec Benjamí).
- 1892, 19 gener. Ateus i creients de Ramon Bordas i Estragués. Estrenada al teatre Romea.(en el paper de Ricard).
- 1892, 6 desembre. El moviment continu de Ramon Bordas i Estragués. Estrenada al Teatre Romea de Barcelona (en el paper de Maurici).
- 1895, 12 de març. En el paper de Joan a l'obra La suripanta d'Antoni Ferrer i Codina. Estrenada al teatre Romea de Barcelona.
- 1895, 16 d'abril. En el paper de Senyor Torrents, 70 anys a l'obra L'herència de l'oncle Pau, arranjada per Conrad Colomer. Estrenada al teatre Romea de Barcelona.
- 1896, 1 de maig. El gec d'en Migranya de Teodor Baró, estrenat al teatre Romea de Barcelona (en el paper Xato).
- 1897, 18 de gener. El comte d'Empúries de Ramon Bordas i Estragués. Estrenada al teatre Romea.